# PowerVR Technologies

PowerVR-Technologies-Logo

PowerVR Technologies ist ein Tochterunternehmen von Imagination Technologies (früher VideoLogic) und entwickelt Grafiklösungen für PCs, Arcade-Automaten, mobile Geräte und Spielkonsolen. Die Firma lizenziert dabei ihr geistiges Eigentum an andere Hersteller, die diese dann zu fertigen Produkten weiterentwickeln.
2017 wurde Imagination Technologies gemeinsam mit der PowerVR-Sparte vom chinesischen Investor Canyon Bridge Capital Partners gekauft.

## Geschichte
PowerVR Technologies entstand am 31. August 1999 nach einer Unternehmensrestrukturierung aus der Grafikentwicklungsabteilung von VideoLogic.

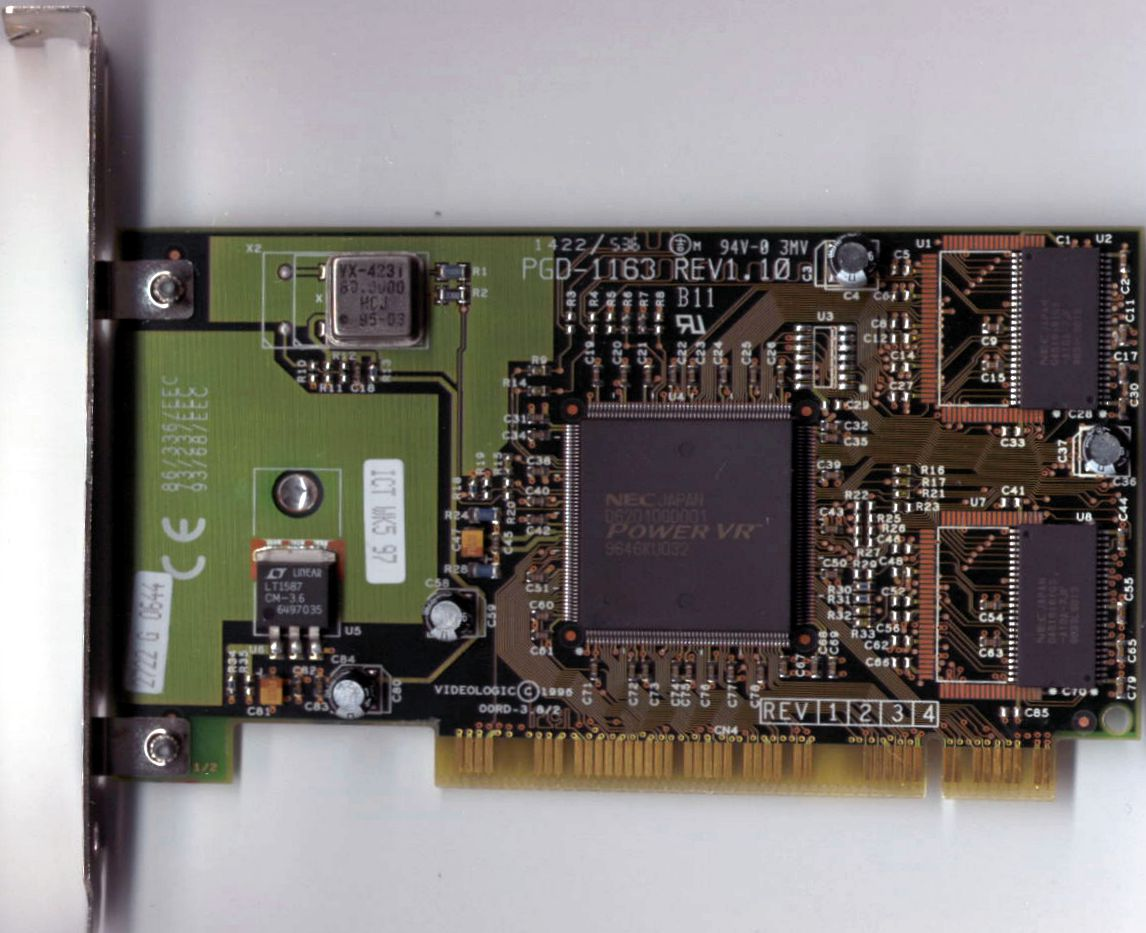
Vom ersten Consumerprodukt PCX1  …
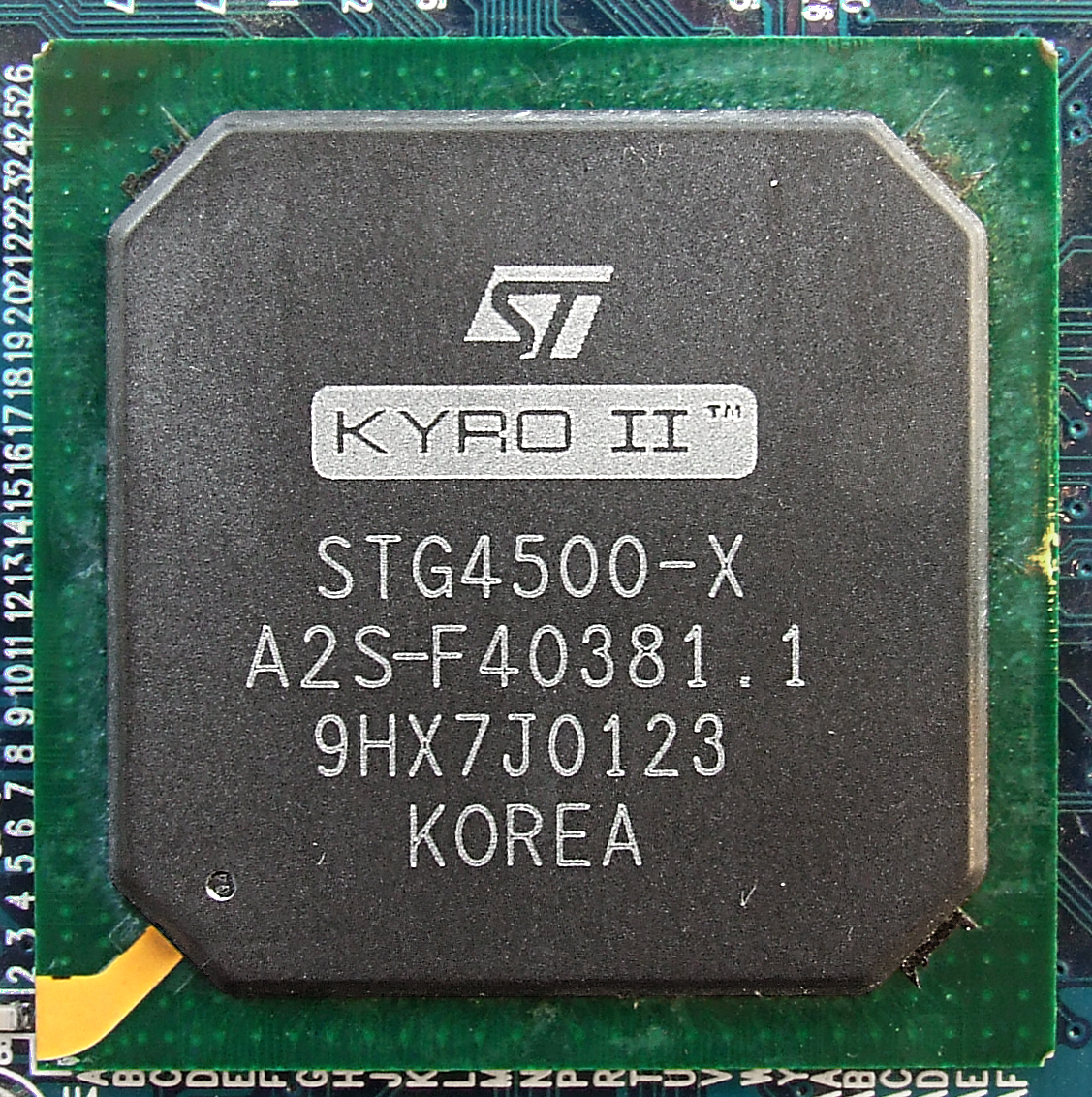
… über die letzte PC-Grafikkarte Kyro II …
… bis zur Grafikeinheit der Centrino Atom-Plattform
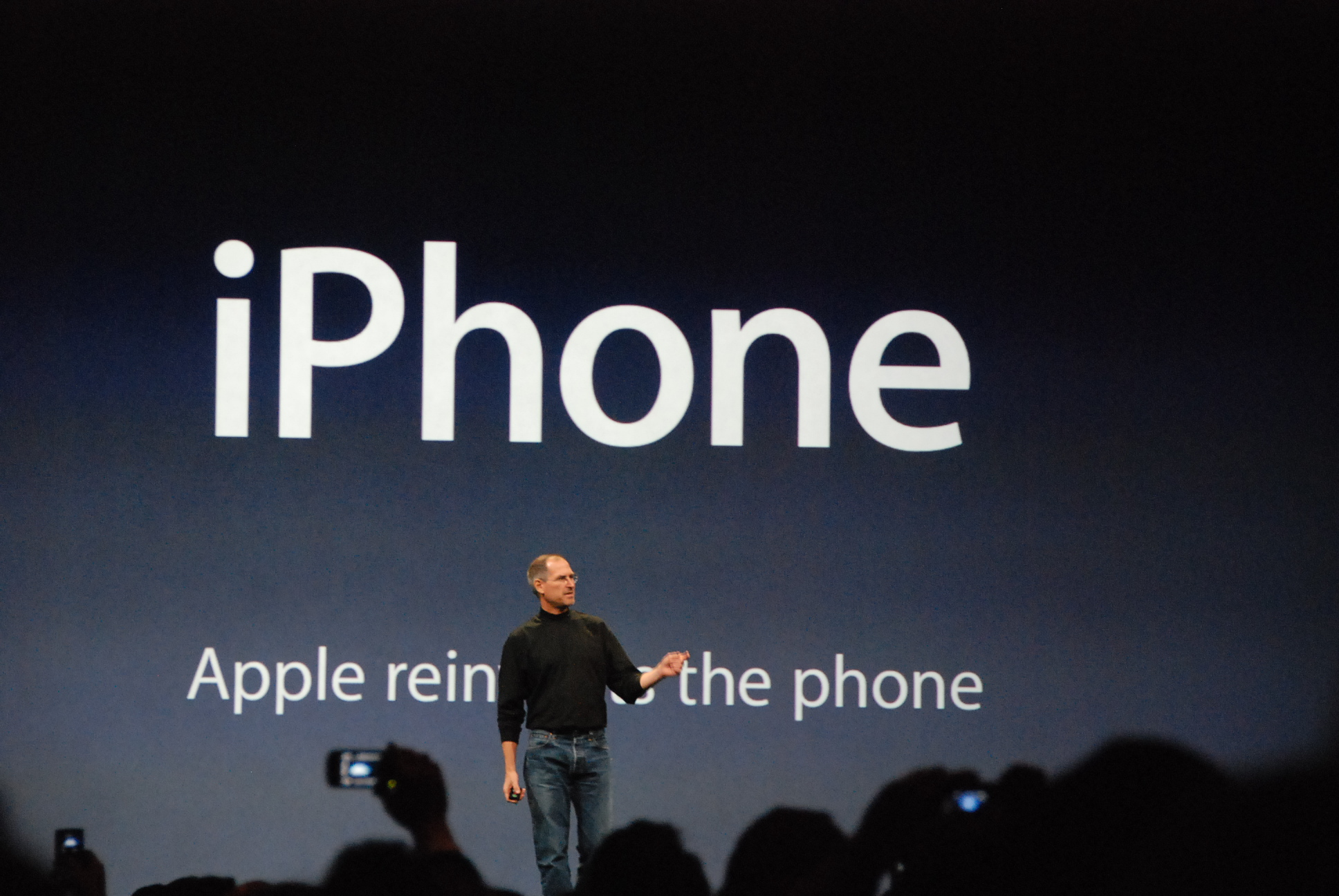
… und der Nutzung in Mobilgeräten.

## Technik
PowerVR benutzt eine eigene Technik, das sog. tile-based deferred rendering, also eine auf Kacheln basierende verzögerte Bildberechnung. Das deferred rendering hat den gleichen Effekt wie das Hidden Surface Removal (HSR) moderner immediate renderer wie der Nvidia-Geforce-Serie oder AMDs Radeon-Serie, nämlich dass Polygone, die von anderen überdeckt und deswegen nicht sichtbar sind, vor dem Rendern verworfen werden, so dass Bandbreite und Füllrate gespart werden. Um diesen Effekt zu optimieren, teilt PowerVR eine 3D-Szene in mehrere Tiles (Kacheln) auf und in jedem Tile wird dieser HSR-ähnliche Vorgang durchgeführt.
Diese Technik ermöglicht es, Grafikchips der Konkurrenz mit eigentlich höherer Rechenleistung zu überflügeln. Da man bei der Fertigung entsprechender Grafikchips aber immer auf einen Lizenznehmer angewiesen ist, gibt es oft Verspätungen, bis eine neue Generation den Markt erreicht.

## Produkte

### Series 1
Die Series 1 wurde nur für die beiden PC-Grafikchips NEC PowerVR PCX1 und PCX2 genutzt. Diese beiden Chips kamen 1996 bzw. 1997 auf den Markt.

### Series 2
Bereits ein halbes Jahr nach dem NEC PowerVR PCX2 wurde ebenfalls noch 1997 die Series 2, also die nächste Generation, angekündigt, und entsprechende Produkte sollten zeitnah auf den Markt kommen.
Die Series 2 wurde für Arcade-Automaten, Spielkonsolen und PCs eingesetzt: Als NEC CLX2 in der Sega Dreamcast und den Arcade-Geräten Sega NAOMI und NAOMI 2 sowie als NEC Neon 250 für PC-Grafikkarten. Da der Konsolenchip höhere Priorität hatte, kam der PC-Grafikchip erst 1999 auf den Markt und war nicht mehr konkurrenzfähig.

### Series 3
Im Juni 2000 wurde mit STMicroelectronics ein neuer Lizenznehmer für die Series 3 der PowerVR-Technik bekanntgegeben, und eine ganze Familie von Grafikchips, ST Kyro, wurde entwickelt.

### Series 4
Da sich der einzige Lizenznehmer der Series 4, STMicroelectronics, aus dem Grafikgeschäft zurückzog, wurden keinerlei Grafikchips auf dieser Basis entwickelt. PowerVR gab im Herbst 2002 bekannt, dass alle Entwicklungen an Series 4 eingestellt wurden.

### Series 5
Stattdessen konzentrierte man sich auf die Entwicklung der Series 5. Series 5 soll ein High-End-Grafikchip werden, der u. a. auch über Pixel- und Vertexshader 3.0 verfügt. Mit Sega wurde im Frühjahr 2004 ein Lizenznehmer für den Arcade-Bereich gefunden, allerdings keiner für den PC-Bereich. Sega ließ seine Lizenz ebenfalls ungenutzt.

### MBX
PowerVR MBX ist ein leistungsfähiger 3D-Chip für Smartphones und PDAs, der hauptsächlich auf der Series 3 basiert. Er ist somit ein energieoptimierter Verwandter des Kyro. Nachdem ihn sieben der zehn größten Chipfabrikanten (darunter Intel, Texas Instruments, NEC, Renesas Technology und Samsung) lizenzierten, fanden deren Produkte in den 2008/09 aktuellen Highendgeräten Verwendung, die bekanntesten darunter sind das N95 von Nokia und das iPhone von Apple.

### SGX
PowerVR SGX ist der Nachfolger des MBX und basiert auf einer verbesserten Series 5. SGX verfügt über Unified Shader, die sogar über Shader-Version 4.0 von Direct3D 10 hinausgehen. Auch OpenGL 2.0, OpenGL ES 2.0, OpenGL ES 1.1 mit dem Extension Pack und OpenVG 1.0.1 & 1.1 wird vollständig unterstützt. Der Chip ist in acht Leistungsstufen verfügbar und konnte die Lizenznehmer des Vorgängers für sich gewinnen. Diese belieferten ältere Generation mobiler Geräte wie iPhone 3GS, Nokia N900, Palm pre sowie Samsung Wave.
Da es sich beim PowerVR SGX um ein sehr flexibles Design handelt, griff Intel auch für seine erste Centrino-Atom-Plattform auf diese Basis als Ergänzung zu seinem Intel System Controller Hub „Poulsbo“ in Form des GMA 500/US15W zurück. Hier wurde der SGX535-Grafikkern mit dem PowerVR-Videochip VXD370 kombiniert. In der von Intel an Tungsten Graphics ausgelagerten Treiberentwicklung wird jedoch anscheinend nur von wenigen Möglichkeiten der Grafikeinheit Gebrauch gemacht. In dessen Nachfolger PineView verwendet Intel nun wieder eine Abwandlung eigener Grafikchips (ein als GMA 3150 bezeichneter, marginal veränderter GMA 950).
Sony nutzt für seine Handheld-Konsole PlayStation Vita auch einen auf der SGX-Architektur basierenden Grafikchip mit dem Namen SGX 543 MP4+. Dies ist eine mit vier statt zwei Grafikkernen ausgestattete und optimierte Variante des PowerVR SGX 543 MP2, der im iPhone 4s verbaut ist. Apple setzte den SGX 543 MP4 dann im A5X ein und eine MP3-Version im A6. Beim A6X wechselte Apple danach zum SGX 554 MP4.

## Architekturlizenz
Apple setzte im A7, A8 und A8X Series 6 GPUs ein, im A9, A9X, A10 und A10X Series 7 GPUs. Dazu erwarb man 2014 eine Architekturlizenz (2020 erneuert und erweitert) und entwickelt seitdem eigene GPUs nach der TBDR-Verfahren.